# Kustjordmyra
Kustjordmyra (Lasius meridionalis) är en myrart som först beskrevs av Jean Bondroit 1920.  Kustjordmyra ingår i släktet Lasius och familjen myror. Enligt den finländska rödlistan är arten starkt hotad i Finland. Arten är reproducerande i Sverige. Artens livsmiljö är torra och karga åsmoar. Inga underarter finns listade i Catalogue of Life.

## Bildgalleri

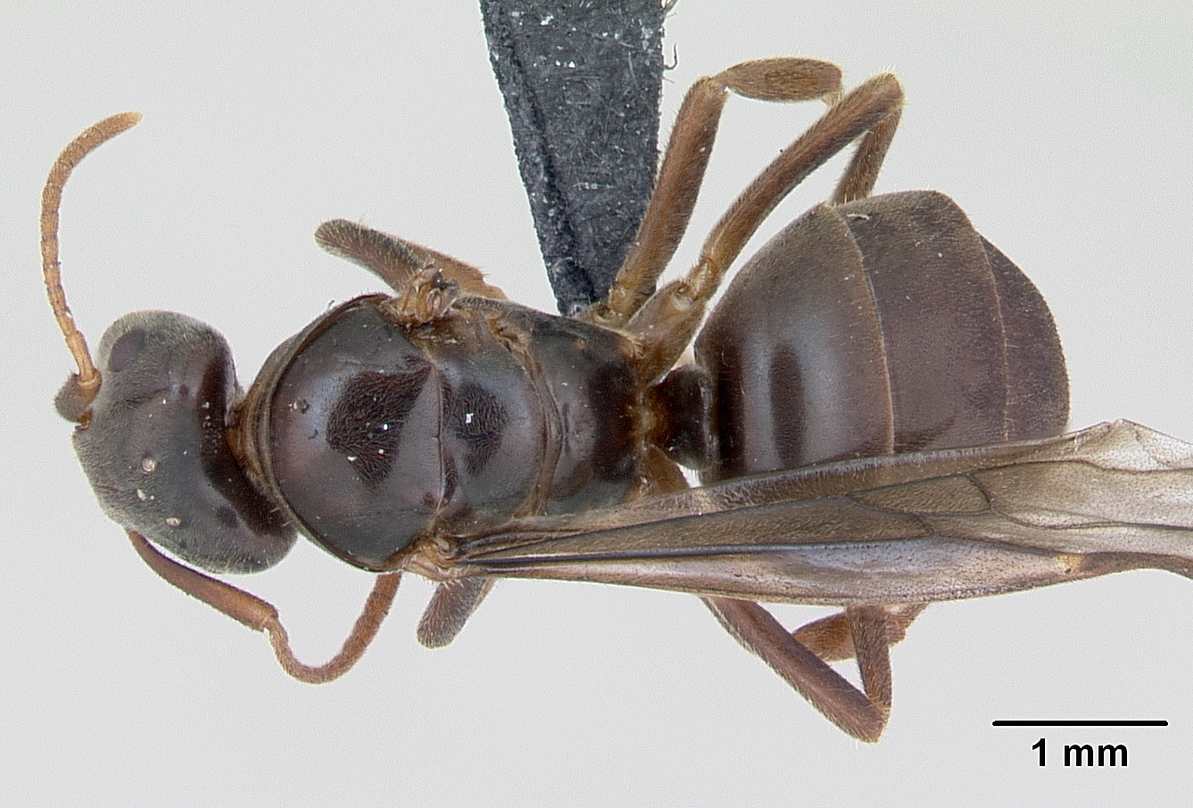
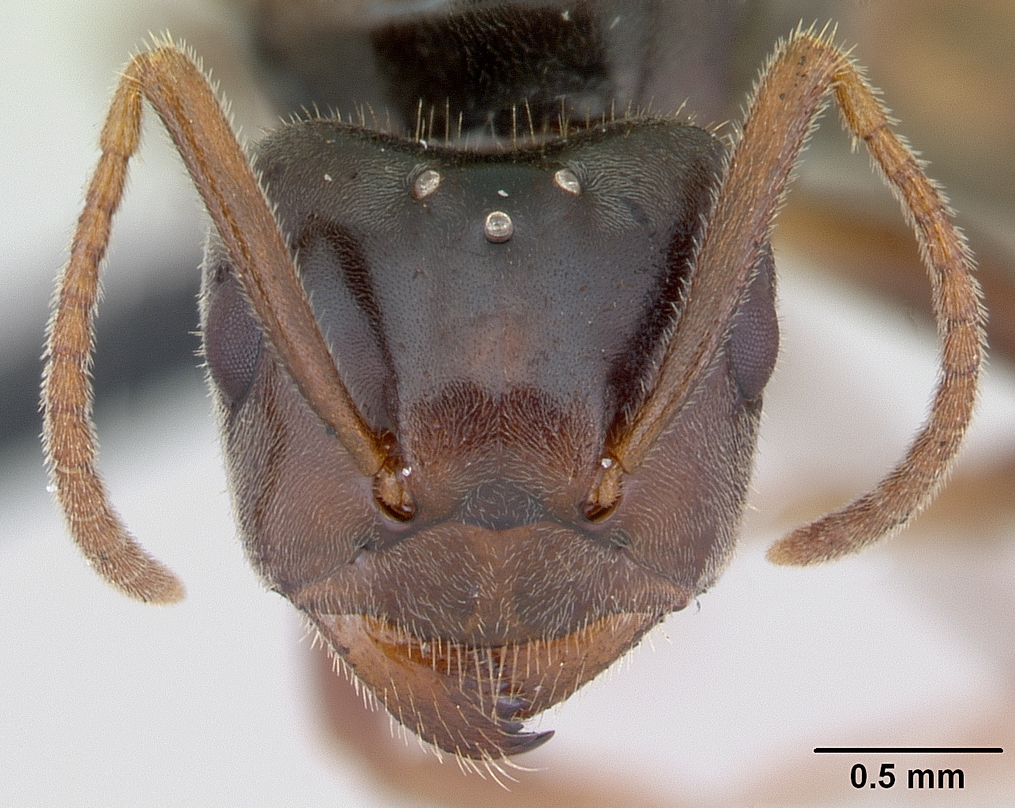
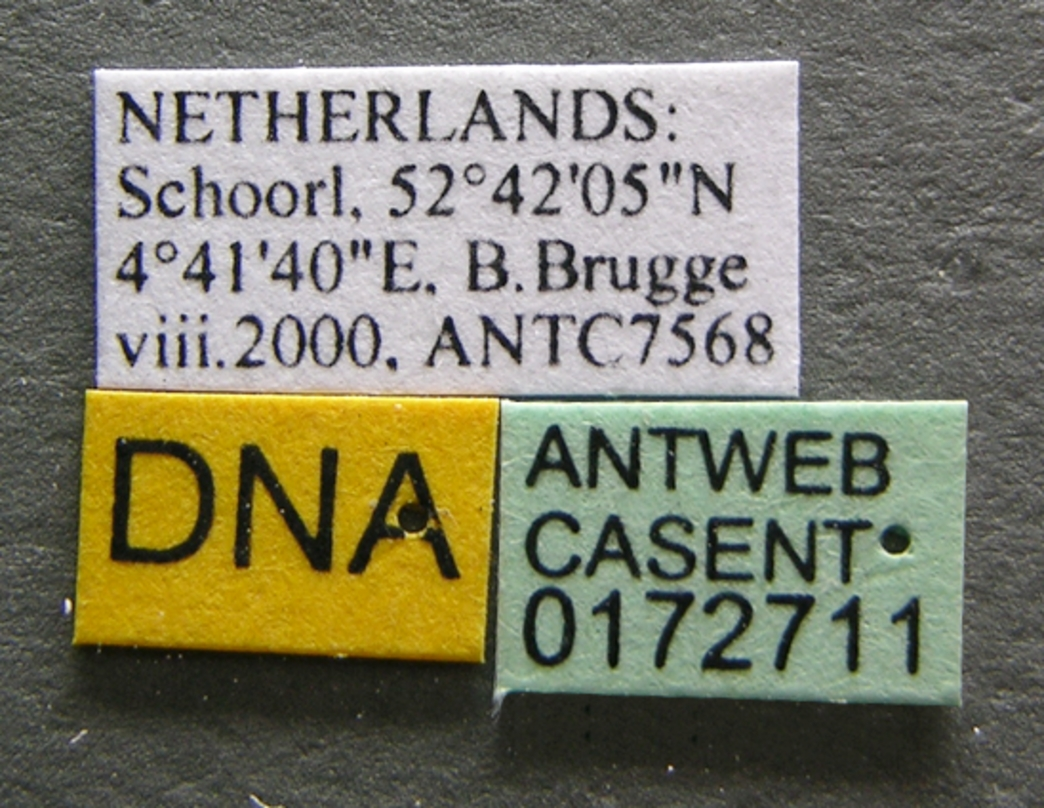
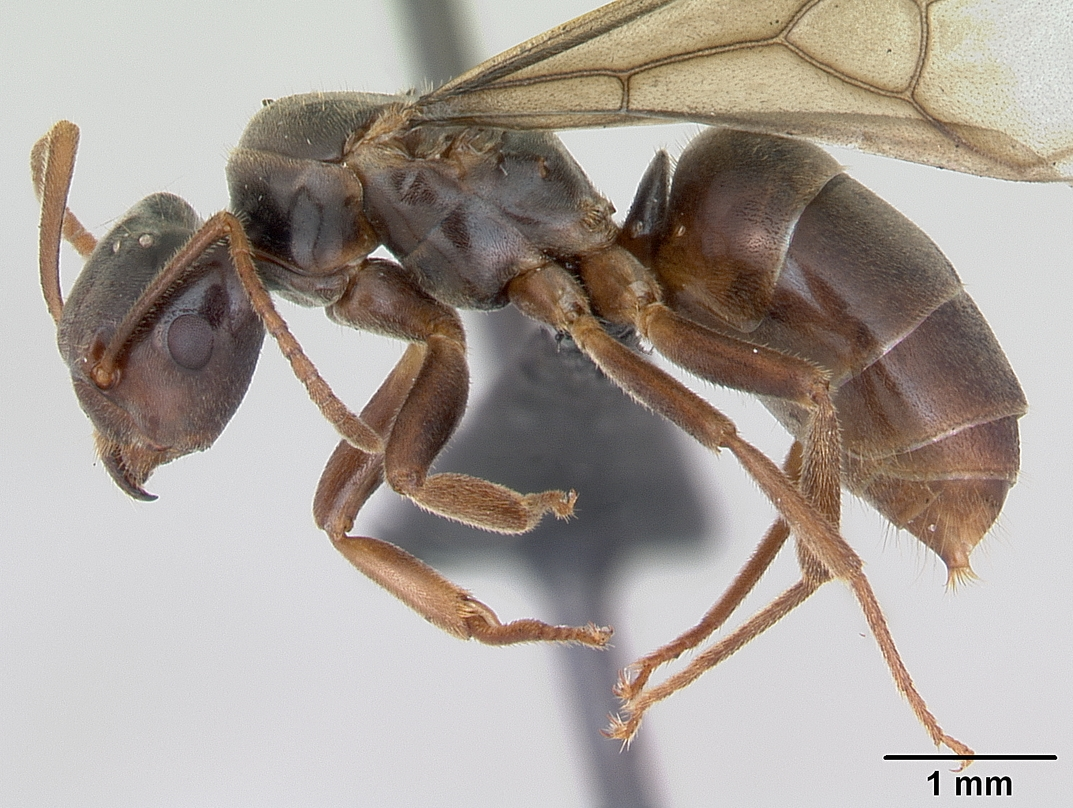
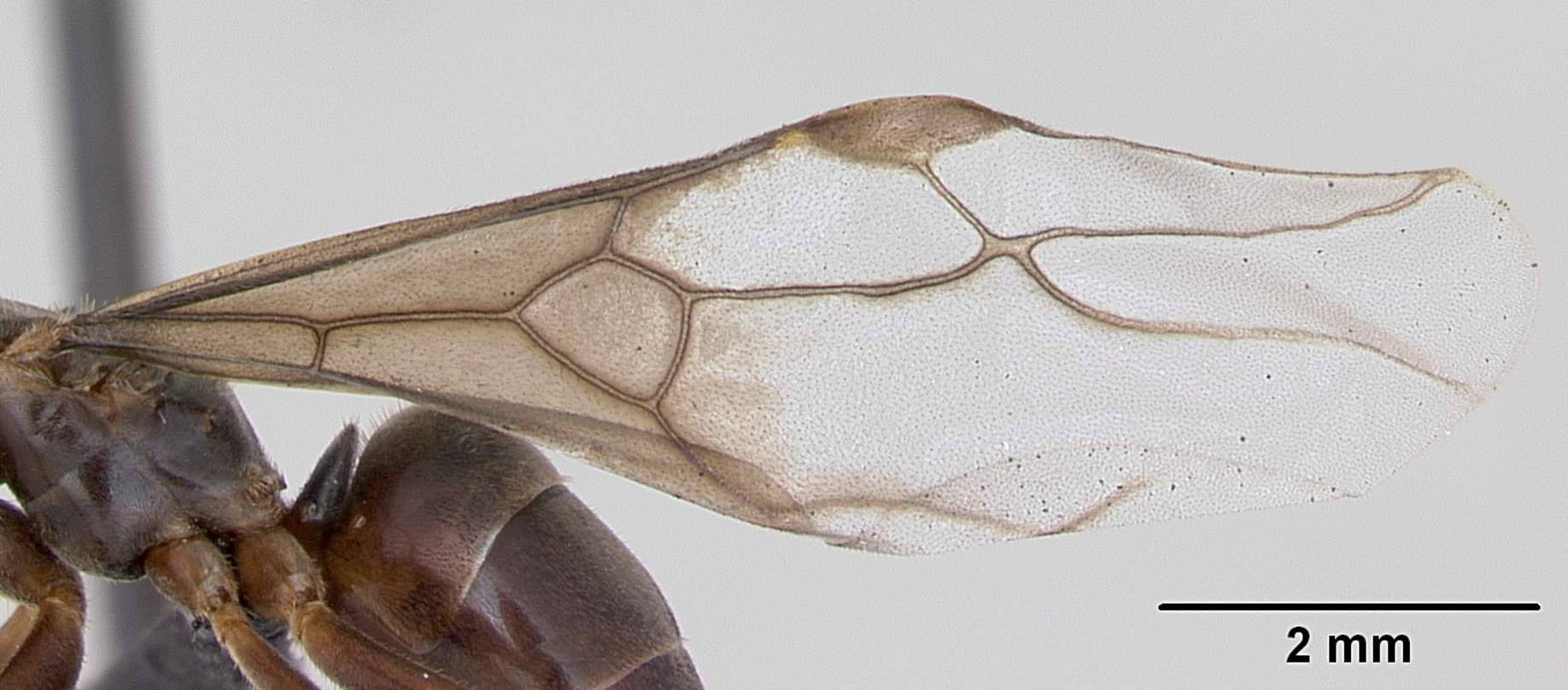
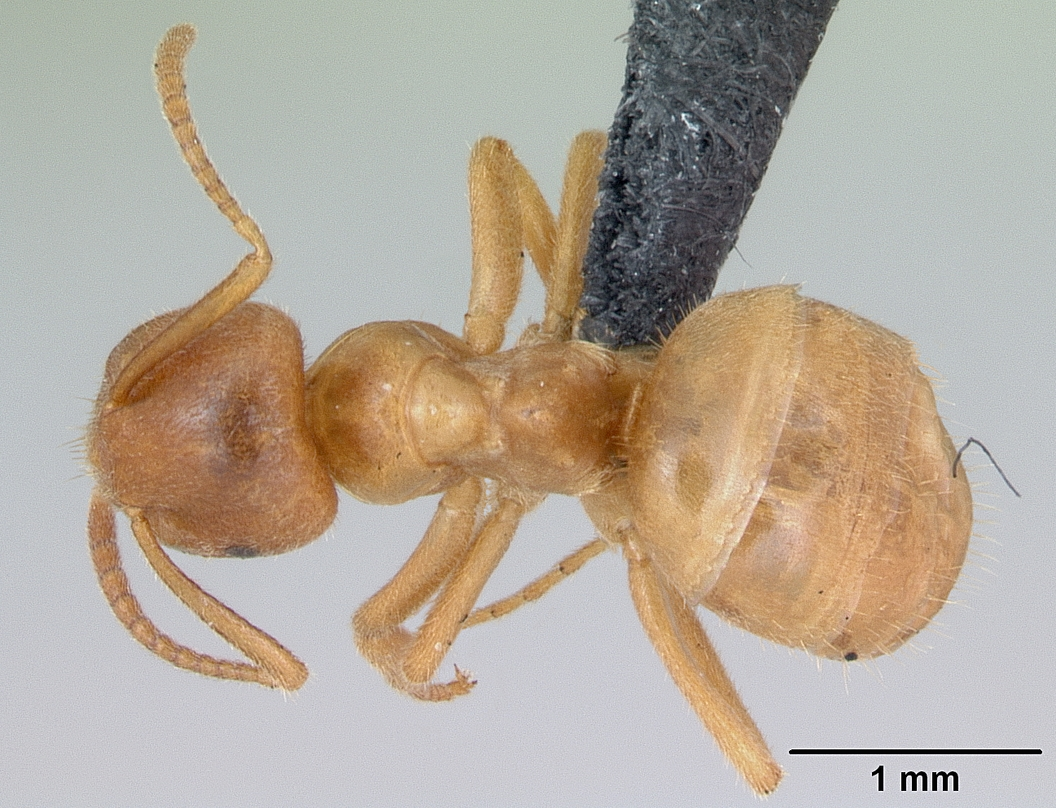